# Aéroport régional de Cornwall
L'aéroport régional de Cornwall est un aéroport situé en Ontario, au Canada.